# Риветти, Кассио
Кассио Риветти (род. 20 февраля 1980 года в Сан-Паулу) — бразильский и украинский всадник, специализирующийся на соревнованиях по конкуру. Цвета Украины защищал с 2009 по 2016 год. Участник двух Олимпийских игр 2012 и 2016 года.

## Биография
Кассио Риветти родился в Сан-Паулу, одном из крупнейших городов Бразилии. Энтузиазм к занятиям конным спортом передался парню от отца, который имел собственную конюшню. Именно там Кассио и начал делать первые шаги в карьере всадника в возрасте семи лет.
В 2003 году Риветти впервые начал участвовать во взрослых соревнованиях. Он перебрался в Европу, чтобы иметь возможность тренироваться и повышать свои профессиональные навыки под руководством бразильских всадников Родриго и Нельсона Пессоа, которые содержали собственную конюшню и школу верховой езды в бельгийском Флёрюсе. В 2006 году Кассио вошёл в состав сборной Бразилии, которая принимала участие во Всемирных конных играх 2006 года в Ахене. Молодой всадник показал довольно солидный результат, заняв итоговое 29-е место в индивидуальном зачёте и замкнув первую десятку в командном.
Вскоре Кассио Риветти получил выгодное предложение о сотрудничестве от президента Федерации конного спорта Украины Александра Онищенко. В январе 2009 года все формальности были улажены, и всадник начал выступать за Украину. Дебютными соревнованиями мирового уровня под флагом Украины для Риветти стал чемпионат Европы по конкуру 2009 года. Однако Кассио на коне Magic Bengtsson занял лишь 61-е место. Ненамного удачливее оказались и Всемирные конные игры 2010 в Лексингтоне, где Риветти уже на коне Billy Birr занял 77-е место, а в целом украинцы довольствовались лишь 16-м результатом.
2012 год обещал быть напряжённым и интересным. Сборная Украины, в состав которой входил и Риветти, одержала победу на Кубке Наций FEI, который состоялся в австрийском Линце и расценивался как один из главных этапов подготовки спортсменов к летним Олимпийским играм 2012. На главных соревнованиях четырёхлетия в Лондоне, которые стали для всадника первыми в карьере, Кассио Риветти также продемонстрировал всё своё мастерство, став настоящим лидером украинской команды и заняв довольно высокое 12-е место в индивидуальном зачёте на лошади Temple Road. Однако партнёры не поддержали всадника результатами такого же уровня, в результате чего сборная была вынуждена довольствоваться лишь 14-м командным местом.